# Pirelli
Pirelli är en italiensk däcktillverkare med ett 20-tal fabriker i ett flertal länder i Europa och Amerika. Pirellis huvudkontor och dess moderbolag Pirelli & C. S.p.A. ligger i Milano. 

## Historia
Pirelli grundades 1872 av Giovanni Battista Pirelli (1848–1932) under namnet G.B. Pirelli & C. Bolaget började med tillverkning av telegrafledningar, kablar och cykeldäck.
Tillverkningen av kablar startade 1879. Produktionsanläggningarna fanns i Porta Nuova och Ponte Seveso i Milano. 1901 började bolaget tillverka bildäck. Pirelli var tidigare en av världens största tillverkare av elkablar med ett 50-tal fabriker världen över. Denna verksamhet, med anor från 1879, såldes dock under 2004. 1908 lanserades företagets logotyp med ett utsträckt P.
Efter att Pirelli börjat tillverka bildäck kom verksamheten att expandera utomlands med nya fabriker i Barcelona (1902), Southampton (1903), Buenos Aires (1917), Manresa (1924) och Burton on Trent (1928). Bolaget börsnoterades 1922 och blev det första italienska bolaget vars aktier handlades på New York-börsen. 1927 lanserades diagonaldäcket Superflex Stella Bianca. 1929 följde en ny fabrik i Brasilien. 1932 avled grundaren, och sönerna Piero och Alberto Pirelli tog över ledningen.
1949 lanserades däcket Cinturato och 1953 följde det första radialdäcket. 
Piero Pirelli avled 1956 och brodern Alberto tog då över som ordförande i Pirelli. Pirellihöghuset i centrala Milano byggdes 1956–1958 på beställning av Pirellis ägare Alberto Pirelli.
1963 köptes Veith Gummiwerke AG i Västtyskland. 
1964 kom den första Pirelli-kalendern ut. 
1965 tog Leopoldo Pirelli, son till Alberto Pirelli, över ledningen av företaget. 

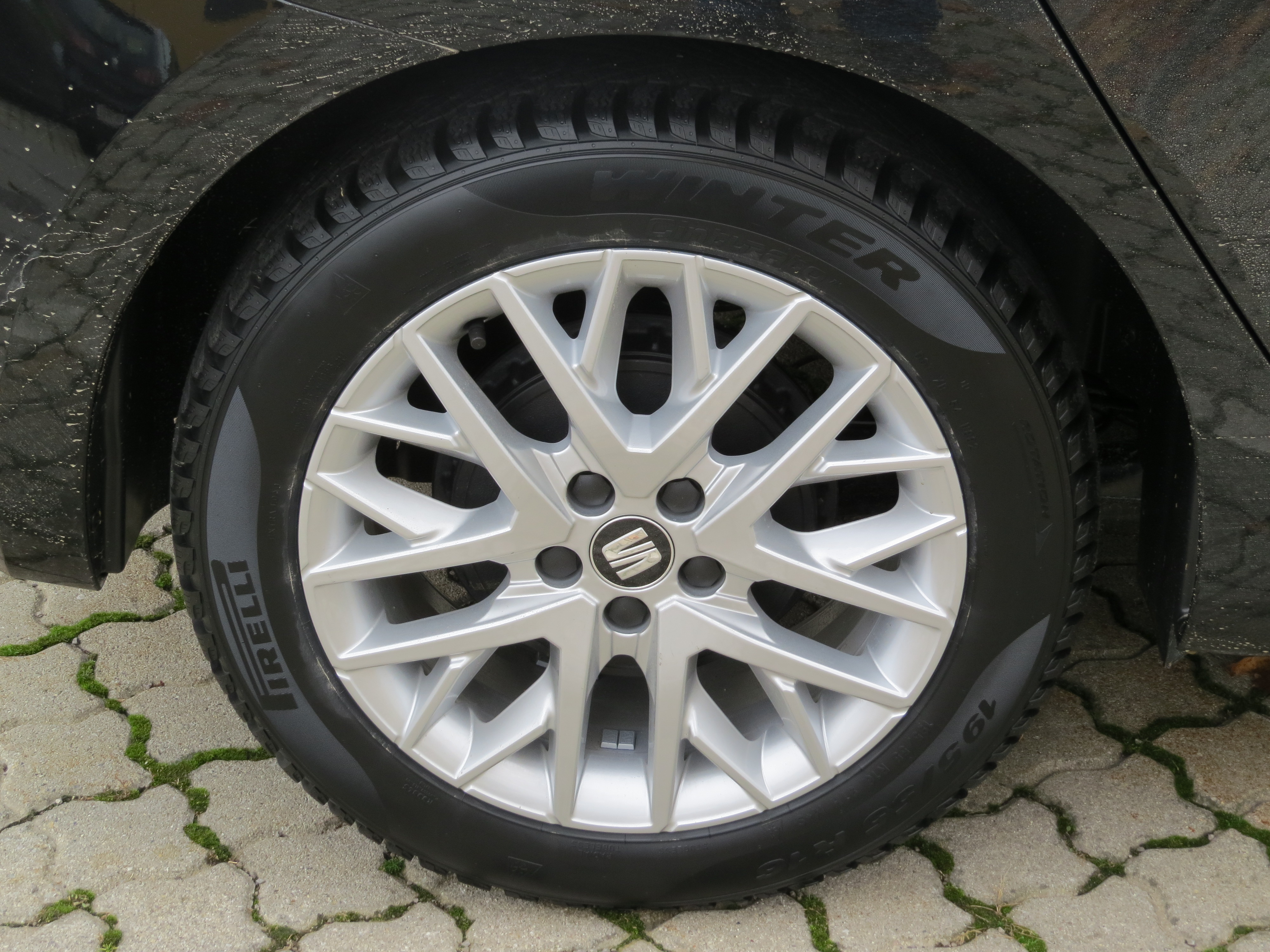
Pirelli Cinturato vinterdäck

1986 köpte Pirelli Metzeler och 1988 Armstrong Tyre Company i USA.